# Syczek kraterowy
Syczek kraterowy (Otus jolandae) – gatunek ptaka z rodziny puszczykowatych (Strigidae). Jest endemiczny dla indonezyjskiej wyspy Lombok. Pierwszy odkryty gatunek, którego zasięg występowania ogranicza się jedynie do tej wyspy.

## Systematyka
Gatunek ten opisali jako pierwsi George Sangster, Ben F. King, Philippe Verbelen i Colin R. Trainor. Opis ukazał się w 2013 roku na łamach internetowego czasopisma „PLOS ONE”. Holotyp został zebrany w maju 1896 roku przez A. Everetta. Przed opisaniem gatunku ptaki te uznawano za przedstawicieli podgatunku albiventris syczka moluckiego (Otus magicus).

### Pochodzenie nazwy
Nazwa gatunkowa jolandae nawiązuje do żony George’a Sangstera. Jolanda A. Luksenburg była współodkrywcą syczka kraterowego w 2003 roku i wspierała prace terenowe, które pomogły w opisaniu w 2004 roku lelka sundajskiego (Caprimulgus meesi).

## Morfologia
Syczek kraterowy podobny jest do syczka moluckiego. Długość skrzydła wynosi 148–157 mm, ogona 73–75 mm, a dzioba 21–23 mm. Broda i gardło białe, pokryte brązowymi paskami, podobnie jak czoło. Wierzch głowy i pokrywy uszne mają oliwkowy odcień. Od dzioba do wierzchu głowy biegnie brązowy pas. Tęczówki złote. Wierzch ciała ochrowy, brzuch biały w cynamonowe pasy. Nogi są opierzone po nasady palców.

## Zasięg występowania
Nagrania głosów pochodzą z centralnej, północnej i zachodniej części wyspy Lombok (Indonezja): z regionu Senggigi (zachodnia część wyspy) z 22–27 sierpnia 2011, na południowo-zachodnim zboczu wulkanu Rinjani 7 września 2003 oraz 3 i 4 września 2003, niedaleko miejscowości Senaru 28–30 sierpnia 2008 oraz 27 sierpnia 2008. Występuje w lasach na wysokości 25–1350 m n.p.m.

## Status
Międzynarodowa Unia Ochrony Przyrody (IUCN) od 2014 roku uznaje syczka kraterowego za gatunek bliski zagrożenia (NT – Near Threatened). Liczebność populacji wstępnie szacowana jest na 2500–9999 dorosłych osobników. Trend liczebności populacji uznawany jest za stabilny.